# 'Ndrina Sergi
Sergi è una 'ndrina della 'ndrangheta calabrese, originaria di Platì. Nel Nord Italia si trovano nella zona sud di Milano in collaborazione con i Marando e i Papalia con i quali si occupano del traffico di cocaina e eroina a Busto Arsizio e Gallarate. A Roma si stanno impossessando dell'area di San Basilio. All'estero c'è una forte presenza almeno dagli anni '70 in Australia.

## Storia
Nel 1988 organizzano il sequestro di Cesare Casella.
Nel 1985 in uno scantinato di via Lamarmora, a Buccinasco, si svolse un incontro tra i Sergi e i Papalia per il controllo dell'eroina. Partecipò all'incontro anche Domenico Papalia, che riuscì a portare le due 'ndrine a un accordo ed evitare la faida.
I Sergi gestivano 100 kg di cocaina alla settimana, e il loro ufficio era il bar Trevi di Buccinasco, e il distributore Esso in via Milano a Corsico, gestito dalla famiglia Moscardi.

## Esponenti
- Francesco Sergi, arrestato nell'operazione Nord-Sud negli anni novanta e condannato all'ergastolo[3].
- Paolo Sergi (18 settembre 1942), ricercato dal 7 maggio 2008 e arrestato l'8 giugno 2008 durante l'operazione Cerberus[4]. È il cognato del boss Antonio Papalia e dal 2011 vive agli arresti domiciliari a Zibido San Giacomo[3].
- Giuseppe Sergi, fratello di Paolo e Francesco.
- Saverio Morabito (1952), arrestato nel 1990 e collaboratore di giustizia dal 1993, svela i retroscena di 9 sequestri di persona (tra cui quelli di Cesare Casella e di Augusto Rancilio), 14 omicidi, traffici di droga e alleanze tra le 'ndrine e le cosche siciliane.[5]

## Fatti recenti
- Il 12 novembre del 2002 a Platì scattò l'operazione Marine che portò all'arresto di ben 125 persone, tra cui una cospicua parte della 'Ndrina dei Sergi. Sono stati arrestati per aver influito sulla gestione del comune in modo mafioso e per la costruzione di un bunker sotterraneo al paese, costruito coi soldi del comune, per scappare e nascondersi dalle forze dell'ordine. Insieme ad essi anche le famiglie dei Barbaro, Trimboli e Romeo.

- Nel 2006 la procura di Milano richiede l'estradizione per il cileno Alejandro Omar Arriagada Ramos, che aveva contatti con il boss Paolo Sergi per il traffico di droga. Il boss Paolo Sergi e suo figlio Rocco Sergi, già detenuti in carceri italiane in attesa di sentenze definitive per condanne dai 13 ai 15 anni e imputati in altri processi che li vede coinvolti per analoghi capi di imputazione, sono stati scarcerati per vizi di forma.

- Il 20 maggio 2008 avviene un'operazione antidroga in cui si hanno 48 ordinanze di custodia cautelare su presunti appartenenti alla cosca dei Cataldo di Locri che si rifornivano di cocaina dai Sergi e i Marando, i quali la importavano dalla Colombia e dal Marocco[6].